# Bad Freienwalde
Bad Freienwalde (ufficialmente Bad Freienwalde (Oder)) è una città termale di 12 296 abitanti del Brandeburgo, in Germania.

Appartiene al circondario del Märkisch-Oderland. Ha dato i natali al generale della Wehrmacht Erich Raschick.

## Geografia fisica
Bad Freienwalde si trova sulla riva del fiume Oder, 15 km ad est di Eberswalde e 50 km a nord di Berlino.

## Storia
Freienwalde fu dichiarata città per la prima volta nel 1364.

Assunse il nome attuale nel 1925 (prima era detta Freienwalde a./Oder).

Fino al 1993 fu capoluogo del circondario omonimo (targa FRW), poi confluito assieme ai circondari di Seelow e Strausberg nel Märkisch-Oderland.
Il 20 settembre 1993 venne annesso alla città di Bad Freienwalde il comune di Altranft.

## Società

### Evoluzione demografica
- Sviluppo della popolazione dal 1875 entro gli attuali confini (Linea Blu: Popolazione; Linea puntata: Confronto dello sviluppo della popolazione dello stato del Brandenburgo; Sfondo grigio: Ai tempi del governo nazista; Sfondo rosso: Al tempo del governo comunista)
- Sviluppo recente della popolazione (Linea blu) e previsioni

| Anno | Abitanti |
| ---- | -------- |
| 1875 | 15 003   |
| 1890 | 17 076   |
| 1910 | 19 016   |
| 1925 | 18 825   |
| 1939 | 19 850   |
| 1946 | 18 611   |
| 1950 | 20 867   |
| 1964 | 19 077   |

| Anno | Abitanti |
| ---- | -------- |
| 1971 | 18 769   |
| 1981 | 17 455   |
| 1985 | 17 023   |
| 1990 | 16 659   |
| 1995 | 15 624   |
| 2000 | 14 808   |
| 2005 | 13 739   |
| 2010 | 12 788   |

| Anno | Abitanti |
| ---- | -------- |
| 2015 | 12 406   |
| 2016 | 12 316   |
| 2017 | 12 327   |
| 2018 | 12 365   |
| 2019 | 12 304   |
| 2020 | 12 286   |

Fonti dei dati sono nel dettaglio nelle Wikimedia Commons.

## Economia

### Turismo
Nella città vi è un piccolo palazzo, costruito dal Grande Elettore, una chiesa evangelica e una cattolica, fabbriche manifatturiere e meccaniche. Le vicine foreste e le sorgenti benefiche la rendono un luogo favorevole per le brevi vacanze dei berlinesi.

## Geografia antropica

### Suddivisioni amministrative
Il territorio della città Bad Freienwalde si divide in otto frazioni (Stadtteil):
- Bad Freienwalde (Oder), con le località Neukietz, Sonnenburg und Wendtshof;
- Altglietzen;
- Altranft (con la località Zuckerfabrik);
- Bralitz;
- Hohensaaten;
- Hohenwutzen;
- Neuenhagen;
- Schiffmühle (con la località Herrenwiese).

## Amministrazione

### Gemellaggi
- Bad Pyrmont, Bassa Sassonia, Germania, dal 1990
- Międzyrzecz, Polonia, dal 2001

## Galleria d'immagini

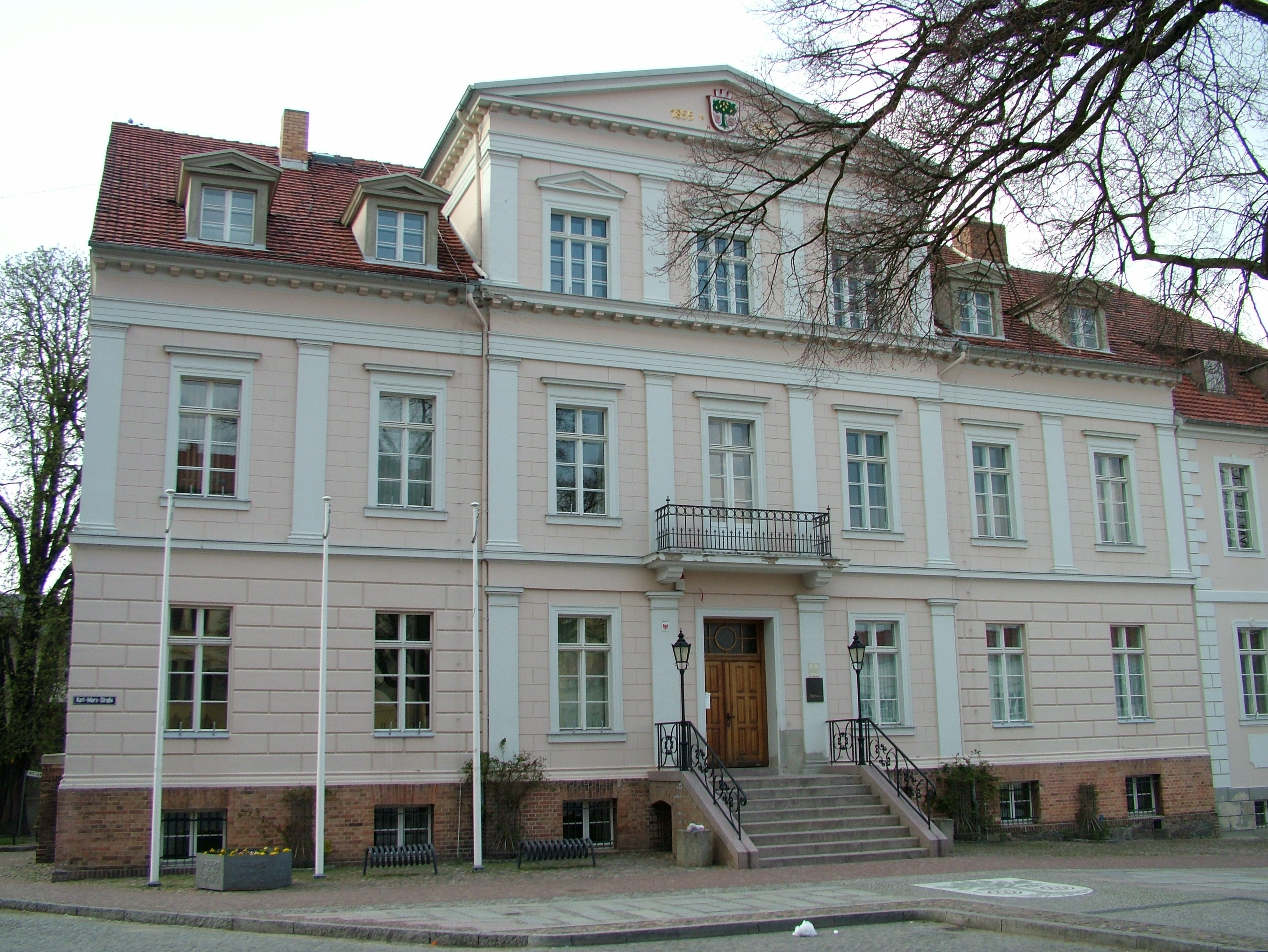
Municipio
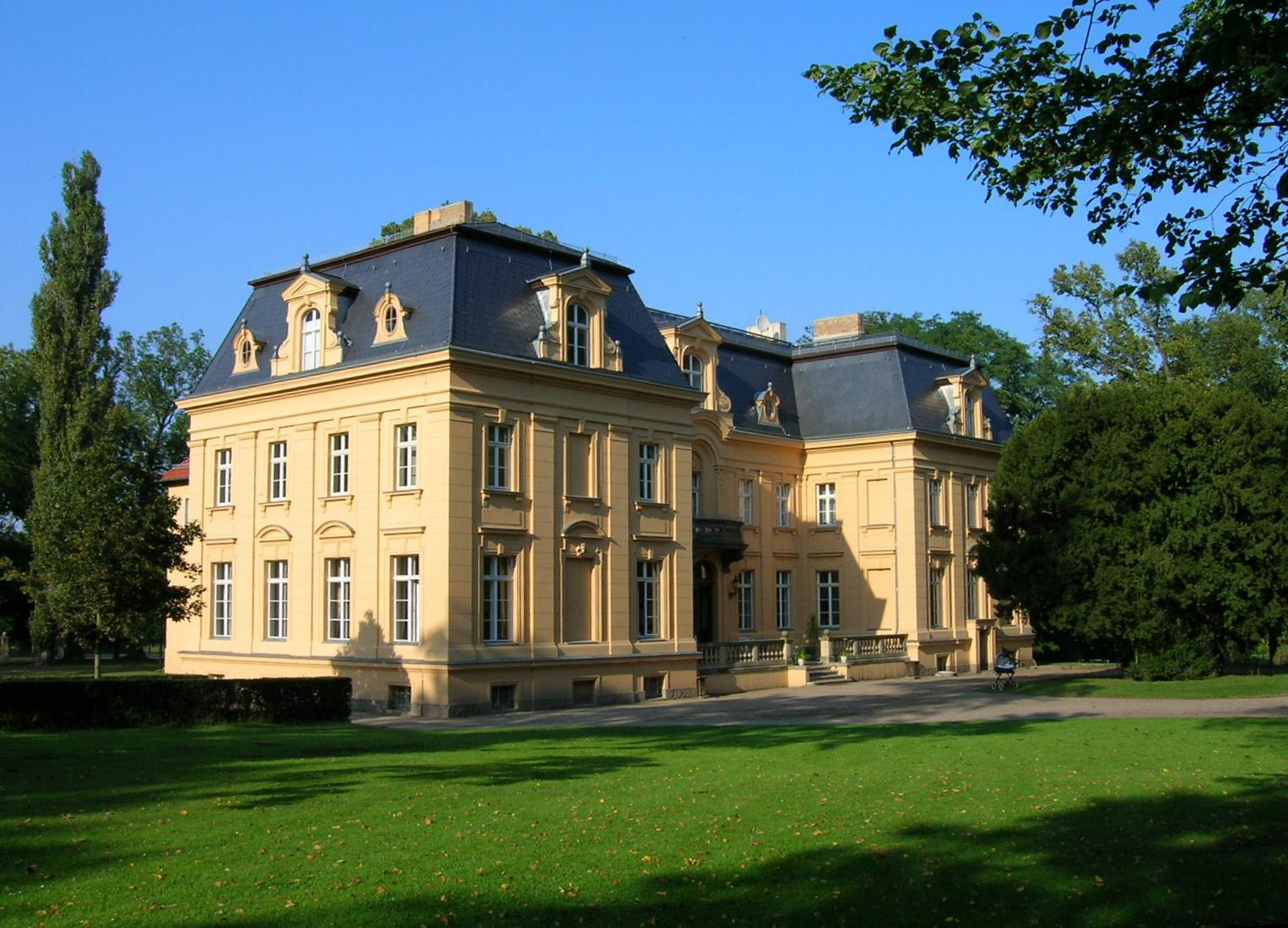
Castello di Altranft
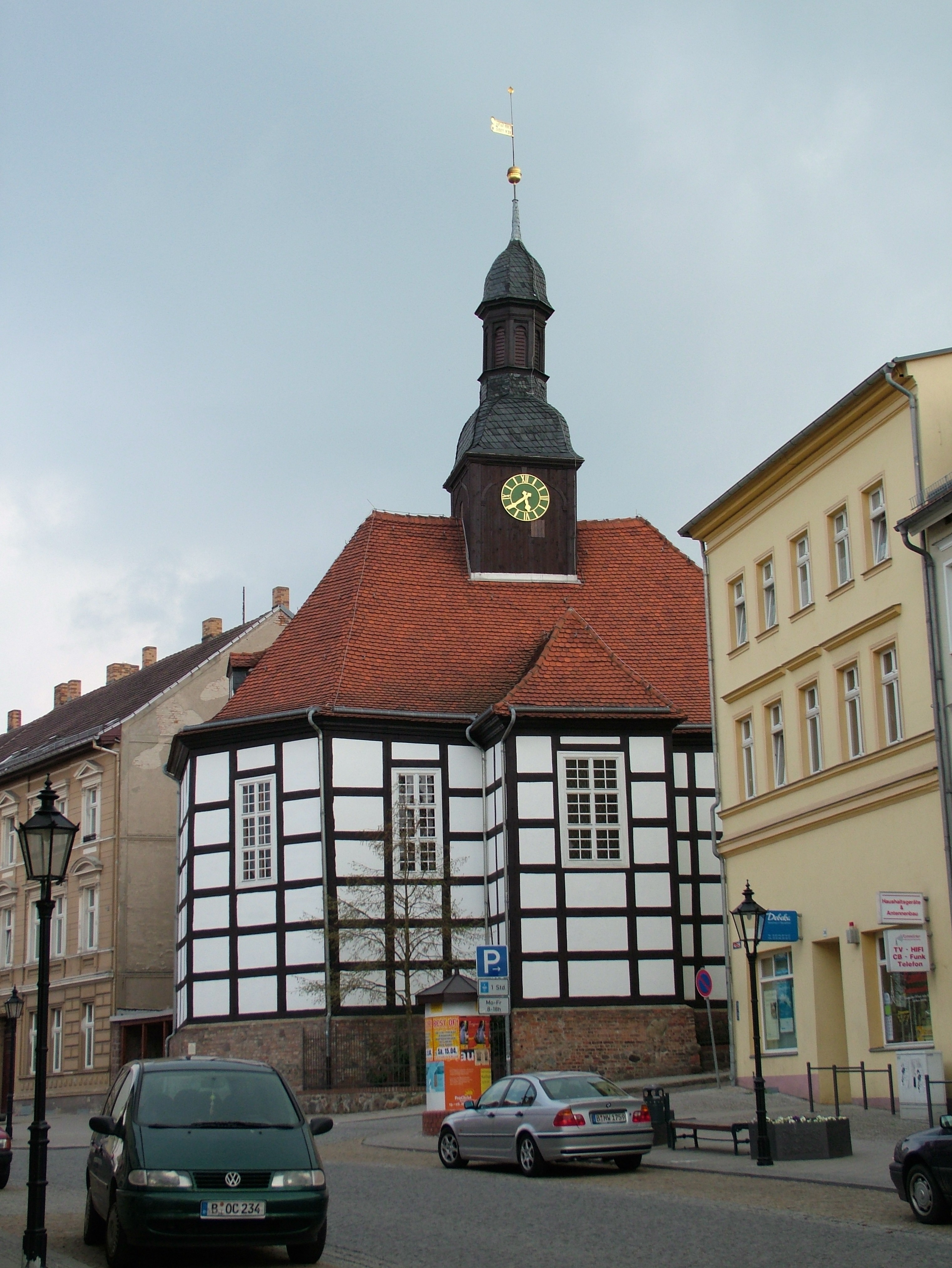
Konzerthalle a St.Georg
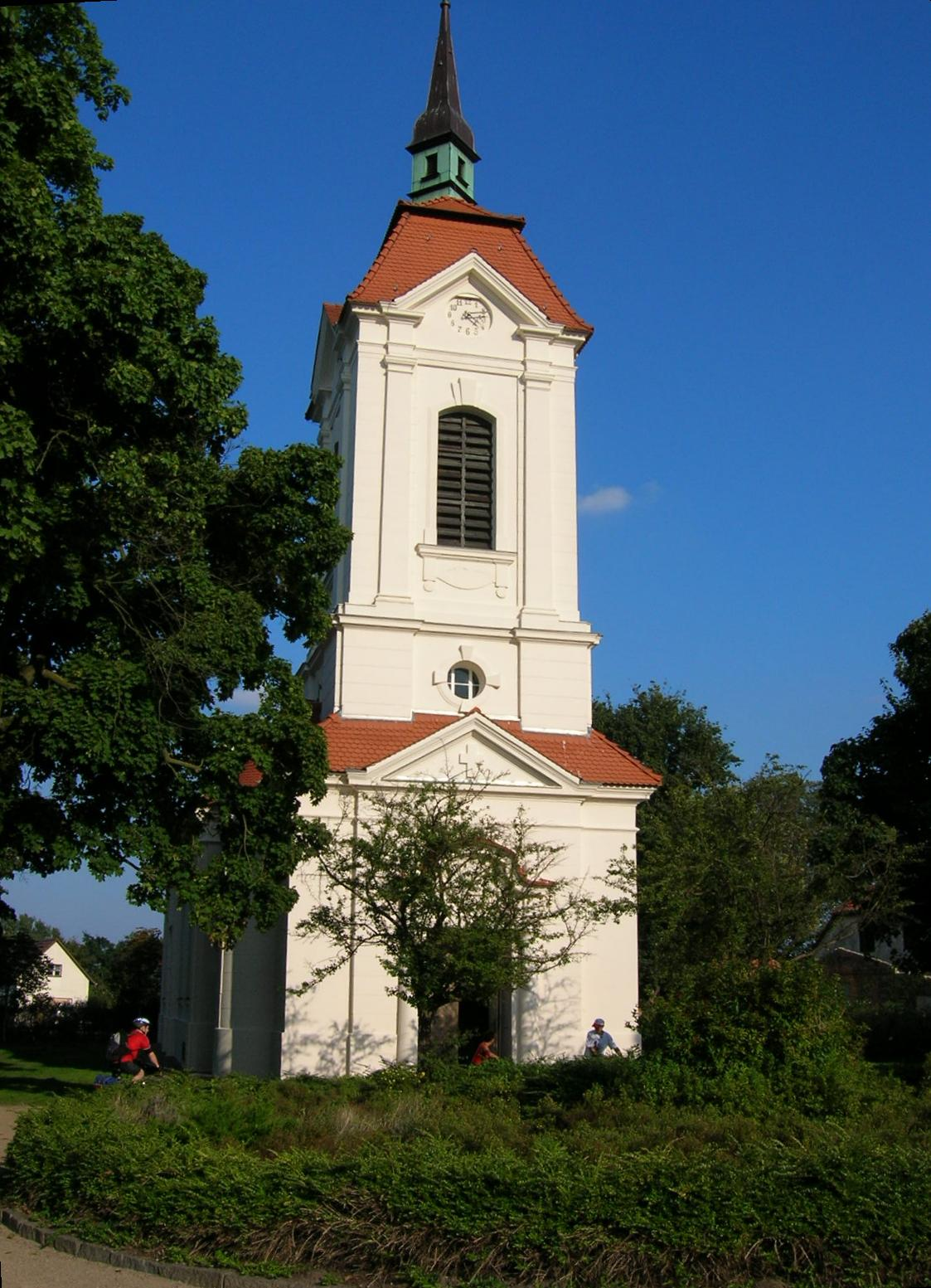
Chiesa di Altranft